# Bjarte Bruland
Bjarte Bruland (ur. 11 kwietnia 1969) – norweski historyk zajmujący się problematyką eksterminacji norweskich Żydów w trakcie II wojny światowej.

## Publikacje
- Forsøket på å tilintetgjøre de norske jødene Hovedfagsoppgave ved Universitetet i Bergen 1995
- The Reisel/Bruland report on the confiscation of Jewish property 1997
- Holocaust i Norge 2002
- Det norske holocaust : jødedeportasjonen 2003